# JP du Preez
Pour les articles homonymes, voir Du Preez.
Pas d'image ? Cliquez ici

a Compétitions nationales et continentales officielles uniquement.

Dernière mise à jour le 9 mai 2025.
JP du Preez, né le 9 novembre 1994 à Roodepoort (Afrique du Sud), est un joueur sud-africain de rugby à XV jouant au poste de deuxième ligne aux Glasgow Warriors.
Il l'est l'un des plus grands joueurs de rugby à XV, mesurant 2,09 m.

## Biographie
JP du Preez représente les Falcons lors de la Craven Week en 2012, avant de rejoindre les Golden Lions l'année suivante.
Il commence sa carrière en 2015 avec les Golden Lions et les Lions en Super Rugby, puis rejoint les Cheetahs et les Free State Cheetahs. Il y joue entre 2018 et 2020,. Avec les Free State Cheetahs, il remporte la Currie Cup en 2019, après une victoire en finale 31 à 28 contre son ancienne équipe des Golden Lions.
En fin d'année 2020, après la saison de Super Rugby, il rejoint l'Europe et s'engage aux Sale Sharks pour deux ans. Il devient le quatrième du Preez de l'équipe avec Dan, Jean-Luc et Robert,.
À la fin de son contrat aux Sale Sharks, il est transféré aux Glasgow Warriors à partir de la saison 2022-2023. Durant sa première saison, son équipe se qualifie en finale de la Challenge Cup et est opposée au RC Toulon. Titulaire, du Preez et les siens sont battus 43 à 19,.
Il manque ensuite l'intégralité de la saison 2023-2024 à cause d'une grave blessure au genou. Son club recrute alors l'Américain Greg Peterson pour le remplacer durant son absence. Il ne participe donc pas à la victoire de son équipe qui remporte le United Rugby Championship en battant les Bulls 21 à 16,.
Il fait son retour sur le terrains durant la seconde moitié de la saison 2024-2025.